# Champagnac-de-Belair
Champagnac-de-Belair település Franciaországban, Dordogne megyében. Lakosainak száma 783 fő (2022. január 1.). Champagnac-de-Belair Condat-sur-Trincou, Brantôme en Périgord, La Chapelle-Faucher, Saint-Pancrace, Quinsac, Villars, Cantillac és Brantôme-en-Périgord községekkel határos.

## Népesség
A település népességének változása:
| Lakosok száma | 590  | 606  | 658  | 738  | 711  | 730  | 752  | 789  | 786  | 783  |
|               | 1968 | 1982 | 1990 | 2006 | 2013 | 2015 | 2017 | 2019 | 2020 | 2022 |